# Piotr Michałowski
Piotr Michałowski (Cracovia, 2 luglio 1800 – Krzysztoforzyce, 9 giugno 1855) è stato un pittore polacco.
Allievo di Géricault e Nicolas Toussaint Charlet, fu tra i più grandi esponenti del Romanticismo, soprattutto a livello nazionale. Le sue opere mostrano sia una spiccata attitudine al disegno naturalistico (Napoleone a cavallo) sia alla rappresentazione della battaglia (Ussari 1836). Era un maestro e consigliere del giovane pittore polacco Juliusz Kossak.